# Josaia Tavaiqia
Ratu Sir Josaia Tavaiqia, né vers 1931 et mort en novembre 1997, est un grand chef autochtone et homme politique fidjien.

## Biographie
Élu à la Chambre des représentants aux élections de mars 1977, il est nommé ministre d'État (c'est-à-dire ministre assistant) aux Forêts dans le gouvernement de Ratu Sir Kamisese Mara, et reconduit à cette fonction après les élections de 1982. Chef suprême coutumier du district de Vuda dans la province de Ba, il porte le titre de Tui Vuda (en) dans l'aristocratie autochtone. En 1985, il est par ailleurs fait chevalier commandeur de l'ordre de l'Empire britannique par Élisabeth II, reine et cheffe suprême des Fidji.
Le gouvernement Mara perd les élections de 1987 au profit d'une coalition de partis de gauche menée par Timoci Bavadra. Le gouvernement Bavadra est reversé un mois plus tard par le colonel Sitiveni Rabuka. Considéré favorable aux revendications suprémacistes de la population autochtone, Josaia Tavaiqia accepte le poste de ministre des Forêts dans le régime militaire établi par le colonel Rabuka. Rabuka remet bientôt le pouvoir à Ratu Mara, et Ratu Tavaiqia demeure ministre des Forêts dans ce gouvernement anticonstitutionnel.
Le régime militaire ayant instauré une république, une nouvelle constitution est décrétée en 1990, créant une fonction de vice-président de la République (en). La Constitution confie au Grand Conseil des chefs la tâche de le nommer. Ratu Tavaiqia devient alors le vice-président inaugural du pays, tandis que Ratu Sir Penaia Ganilau est président. Rétrogradé à la fonction de « second vice-président » en avril 1992 afin que Ratu Mara puisse être nommé vice-président, il est restauré au poste de vice-président en janvier 1994 lorsque Ratu Mara devient président de la République. Ratu Sir Josaia Tavaiqia meurt en 1997 dans l'exercice de cette fonction, dans son village de Viseisei, à l'âge de 66 ans « après une longue maladie »,,.